# ビル・ホワイト (プロレスラー)
"ワイルド" ビル・ホワイト（"Wild" Bill White、本名：William Nicholas White、1945年2月27日 - 2021年9月7日）は、アメリカ合衆国のプロレスラー。ペンシルベニア州フィラデルフィア出身。
試合巧者の中堅ヒールとして、全米の各テリトリーで活動した。長くジョバーを務めていたが、レスラー仲間からは「ビル・ホワイトのような人たちがいなければ、トップスターが成功するのは難しいだろう。彼のような存在こそ、この業界の基盤であり、中心なのだ」などと評されている。

## 来歴
学生時代はレスリングやアメリカンフットボールで活躍。フロリダ州サラソータのカトリック系ハイスクールでレスリングのコーチを補佐していた1964年、エディ・グラハムがタンパで運営していたユース・キャンプに参加したことを機に、グラハムの勧めでトライアウトを受けてプロレスラーに転向。以降、1960年代はテネシーや太平洋岸など各地を転戦して遍歴を重ね、サンフランシスコではピーター・メイビアやミスター・フジとも対戦した。
メキシコ湾岸のガルフ・コースト地区ではベビーフェイスとしてリッキー・ギブソンやケン・ルーカスと共闘し、バディ・オースチン、リップ・タイラー、エディ・サリバンらと対戦。1972年3月22日にはアラバマ州モービルにてゴージャス・ジョージ・ジュニアを破り、シティ・オブ・モービル・ヘビー級王座を獲得した。
1973年10月、新日本プロレスの『闘魂シリーズ第2弾』に初来日。アントニオ猪木や坂口征二とのシングルマッチも行われた。シリーズのオフ日の11月5日、タイガー・ジェット・シンが新宿の伊勢丹百貨店前で猪木を襲撃するという事件が起きたが、この事件にはホワイトも加わっていた（当時の妻だった倍賞美津子との買物後、伊勢丹前の路上でタクシーを待っていた猪木をホワイトが大声で叫びながら突き飛ばしたことが発端だという）。
1974年8月より、ミッドカード要員のヒールとしてWWWFに出場。スパイロス・アリオン、チーフ・ジェイ・ストロンボー、ヘイスタック・カルホーン、トニー・ガレア、ディーン・ホー、ラリー・ズビスコなどのジョバーを務めた。1975年からはベビーフェイスのポジションに回り、キラー・コワルスキー、ワルドー・フォン・エリック、ジョー・ノバ、ブッチャー・バション、ハンス・シュローダー、ジミー・バリアント、ザ・ウルフマン、ジョージ・スティール、バロン・シクルナ、ジョニー・ロッズ、ザ・ブラックジャックスと対戦している。
1977年4月、全日本プロレスの『第5回チャンピオン・力ー二バル』に参戦。公式戦ではジャイアント馬場、ジャンボ鶴田、ザ・デストロイヤー、大木金太郎、アブドーラ・ザ・ブッチャー、スーパー・デストロイヤー、ブル・ラモス、高千穂明久などと対戦したが、参加15人中13位の戦績で終わった。
1970年代後半から1980年代初頭にかけてはフロリダ、ジョージア、ミッドアトランティックなどNWAの南部テリトリーを転戦。フリッツ・フォン・エリックが主宰していたテキサス州ダラスのビッグタイム・レスリングでは、1979年2月26日にエル・グラン・ゴリアスと組んでラモス&タイガー・コンウェイ・ジュニアからNWAテキサス・タッグ王座を奪取している。
1981年2月、レッド・デビル（The Red Devil）なる覆面レスラーに変身して国際プロレスの『スーパー・ファイト・シリーズ』に来日。ルー・テーズ杯争奪戦の後期リーグに出場し、同ブロックのラッシャー木村、アニマル浜口、マッハ隼人、レイ・キャンディ、ルーク・グラハムらと対戦したが、全敗の戦績で白星配給係となった。
以降、1980年代前半はミッドアトランティックやAWAで活動。ミッドアトランティックではリッキー・スティムボート、ジェイ・ヤングブラッド、マイク・ジョージ、ジャック・ブリスコ、ワフー・マクダニエル、ロディ・パイパー、AWAではリック・マーテル、ブラッド・レイガンズ、グレッグ・ガニア、ジム・ブランゼル、ビル・ロビンソン、ブラックジャック・ランザなど、各テリトリーでメインイベンターのジョバーを担った。キャリア晩年の1985年には覆面レスラーのザ・デストロイヤーとして、ミッドアトランティック地区でダスティ・ローデスやマグナムTAのジョバーも務めた。
1987年の引退後も、プロレスラーのOB会であるカリフラワー・アレイ・クラブには出席を続け、2006年には表彰を受けた。インディー団体の主催するイベントにも、規模を問わず積極的に参加していた。 2008年8月17日にはノースカロライナ州シャーロットで行われたファンフェスタにおいて、リッキー・スティムボート・ジュニアと対戦した。
2021年9月7日、76歳で死去。

## 得意技
- ネックブリーカー[15]
- エルボー・バット

## 獲得タイトル
ガルフ・コースト・チャンピオンシップ・レスリング
- シティ・オブ・モービル・ヘビー級王座：1回[7]

NWAビッグタイム・レスリング
- NWAテキサス・タッグ王座：1回（w / エル・グラン・ゴリアス）[16]